# Gonospermum canariense
Gonospermum canariense là một loài thực vật có hoa trong họ Cúc. Loài này được (DC.) Less. mô tả khoa học đầu tiên năm 1832.